# Hardemo distrikt
Hardemo distrikt är från 2016 ett distrikt i Kumla kommun och Örebro län.
Distriktet ligger väster om Kumla.

## Tidigare administrativ tillhörighet
Distriktet inrättades 2016 och utgörs av en del av området som till 1971 utgjorde Kumla stad, delen som före 1967 utgjorde Hardemo socken.
Området motsvarar den omfattning Hardemo församling hade vid årsskiftet 1999/2000.